# 若开军
若开军，正式名稱為阿拉干軍（Arakha Tatdaw，縮寫 AA），是缅甸的一支以若开人为主的少数民族地方武装部队，该武装成立于2009年4月10日，为若开民族联盟（ULA）的武装翼，目前由總司令通米亚良所领导。若开军与若开民族军、若开解放军合称为“若开三军”。
若开军参与了克钦冲突，与克钦独立军（KIA）一起对抗缅甸国防军。大多数若开军的士兵都是在克钦独立军的军营内接受训练，然而，若开军在若开邦有额外的训练营。根据缅甸和平监测中心（Myanmar Peace Monitor）的说法，若开军2014年的兵力为1500多人，包括驻扎在缅甸与孟加拉国边界若开邦的人员。《伊洛瓦底》声称，截至2015年9月，若开军有2500名士兵和1万名支持者。

## 历史
若开军成立于2009年4月10日，政治翼为若开民族联盟，成立地点为被称作“临时总部”的克钦邦拉咱。
培训后，该集团计划返回若开邦为争取民族自决而战；然而，随着2011年6月克钦邦的战争爆发，他们无法返回。于是，他们便拿起武器支援克钦独立军对缅甸国防军的战斗。2014年，若开军在与孟加拉国接壤的边界附近的若开邦以及泰缅边境附近驻扎下来，队伍有所壮大，作战能力也有所提升。
2015年2月，若开军与緬甸民族民主同盟軍（MNDAA）、德昂民族解放军一道参与了2015年果敢军事冲突，同缅甸国防军进行了战斗。这次武装冲突造成数百名政府军士兵死亡。
2015年4月，若开军和缅甸政府军在若开邦北部的皎道镇区和百力瓦镇区爆发武装冲突。2015年8月27日，若开军与孟加拉国边防部队在缅孟边界班多尔班县坦奇乡Boro Modak地区爆发了军事冲突。
2015年8月20日，若开军与孟加拉国步枪队的一支巡逻队爆发了冲突，起因是孟加拉国步枪队当日早些时候没收了若开军的10匹马。
2015年12月，缅甸国防军与若开军在实兑以北60公里的皎道镇区和妙乌镇区交界地区进行了数日的战斗，若开军方面战斗伤亡情况未知。包括1名指挥官在内的几名政府军士兵被狙击身亡，还有数名士兵受伤。
2016年2月，缅甸国防军与另一支反政府武装若开罗兴亚救世军在若开邦北部爆发了冲突，若开军随即发表声明，称行凶者（指若开罗兴亚救世军）为“野蛮的孟加拉穆斯林恐怖分子”，并将这次暴力事件称之为“一场由若开邦北部孟加拉伊斯兰原教旨主义武装分子发起的狂暴行动。”
2017年4月10日，若开军举行了建军8周年的纪念仪式。
2017年4月16日中午，若开军与缅甸国防军在若开邦耶德岛和崩那岛两地两次交火，交火中双方均有伤亡，具体情况不详。
2023年11月6日，若开军联合缅甸民族民主同盟军与缅甸国防军在滾弄一帶發生交火。雙方交戰僅6天，最終全面拿下了滾弄。